# Isodiscodes nitidata
Isodiscodes nitidata là một loài bướm đêm trong họ Geometridae.